# Deanna Dunagan
Deanna Dunagan (* 25. Mai 1940 in Monahans, Texas) ist eine US-amerikanische Schauspielerin.

## Leben
Dunagan wurde als Tochter von Kathlyn Cosper und John Conrad Dunagan 1940 in Monahans, Texas geboren. Sie hat einen Abschluss in Musikbildung von der University of Texas, Austin. Außerdem studierte sie an der Trinity University in Texas am Dallas Theater Center und begann danach ihre Schauspielkarriere.
Dunagan gab ihr Broadway-Debüt 1979 in George Bernard Shaws Man and Superman im Circle in the Square Theatre. 1981 spielte sie in Children of a Lesser God. Bei der nationalen Tournee kam sie dabei auch nach Chicago. Die Stadt gefiel ihr so gut, dass sie dorthin zog und seitdem dort lebt. Neben ihrer Rollen in zahlreichen Theaterproduktionen für die sie bislang 3 Joseph Jefferson Awards bekam, spielte Dunagan auch in einigen Filmen und Fernsehserien mit. Zuletzt war sie in M. Night Shyamalans Horrorkomödie The Visit (2015) zu sehen. Für ihre Leistung in dem Film erhielt sie einen Fright Meter Award in der Kategorie „beste Nebendarstellerin“.

## Filmografie (Auswahl)
- 1984: Das nackte Gesicht (The Naked Face)
- 1986: Diese Zwei sind nicht zu fassen (Running Scared)
- 1990: Verrückte Zeiten (Men Don't Leave)
- 1995: Die andere Mutter (Losing Isaiah)
- 2005: Prison Break (Fernsehserie, 2 Episoden)
- 2007: Dimension
- 2011: Unforgettable (Fernsehserie, 5 Episoden)
- 2012: Mariachi Gringo
- 2012: Just Like a Woman
- 2014: House of Cards (Fernsehserie, 1 Episode)
- 2015: The Visit
- 2016: The Strain (Fernsehserie, 1 Episode)
- 2016: The Exorcist (Fernsehserie, 2 Episoden)
- 2019: Chicago Med (Fernsehserie, 3 Episoden)
- 2020: Dispatches from Elsewhere (Fernsehserie, 2 Episoden)
- 2021: Stillwater – Gegen jeden Verdacht (Stillwater)